# Hamdy Fathy
Hamdy Fathy Abdelhalim Abdelfattah, más conocido como Hamdy Fathy, (Gobernación de Behera, 29 de septiembre de 1994) es un futbolista egipcio que juega de centrocampista en el Al-Ahly de la Premier League de Egipto.

## Selección nacional
Es internacional con la selección de fútbol de Egipto.

## Clubes
| Club                 | País   | Año       |
| -------------------- | ------ | --------- |
| Ala'ab Damanhour SC  | Egipto | 2013-2015 |
| ENPPI Club           | Egipto | 2015-2019 |
| Petrojet FC (cedido) | Egipto | 2016-2017 |
| Al-Ahly              | Egipto | 2019-2023 |
| Al-Wakrah S. C.      | Catar  | 2023-     |
| Al-Ahly (cedido)     | Egipto | 2025-     |

## Palmarés

### Títulos nacionales
| Título                   | Club    | País   | Año  |
| ------------------------ | ------- | ------ | ---- |
| Premier League de Egipto | Al-Ahly | Egipto | 2019 |
| Premier League de Egipto | Al-Ahly | Egipto | 2020 |
| Copa de Egipto           | Al-Ahly | Egipto | 2020 |

### Títulos internacionales
| Título                      | Club    | Sede      | Año  |
| --------------------------- | ------- | --------- | ---- |
| Liga de Campeones de la CAF | Al-Ahly | Egipto    | 2020 |
| Liga de Campeones de la CAF | Al-Ahly | Marruecos | 2021 |
| Supercopa de la CAF         | Al-Ahly | Catar     | 2021 |